# Betta Lipcsei
Betta Lipcsei (Szarvas, 9 ottobre 1987) è una modella e attrice ungherese, eletta Miss Universo Ungheria nel 2011.

## Biografia
Betta Lipcsei è stata eletta Miss Universo Ungheria il 14 luglio 2011 presso gli studi di TV2 di Budapest Durante lo stesso concorso sono state scelte anche le rappresentanti ungheresi per Miss Mondo e Miss Terra.
Betta Lipcsei aveva già in precedenza lavorato come modella professionista grazie ad un contratto con l'agenzia di moda Arts Models, ed aveva anche collezionato alcune esperienze di attrice per alcune produzioni cinematografiche ungheresi.
In quanto vincitrice del titolo di bellezza nazionale, Betta Lipcsei ha rappresentato l'Ungheria in occasione di Miss Universo 2011, che si è tenuto a São Paulo, in Brasile, il 12 settembre 2011.

## Agenzie
- Arts Models

## Filmografia
- Fej vagy írás, regia di Andor Lengyel (2005)
- Rózsaszín sajt, regia di Barnabás Tóth (2009)